# Tristachya
Genre
Tristachya est un genre de plantes monocotylédones de la famille des Poaceae, sous-famille des Panicoideae, originaire d'Afrique et d'Amérique latine, qui comprend une vingtaine d'espèces.

## Liste d'espèces
Selon World Checklist of Selected Plant Families (WCSP) (2 janvier 2017) :
- Tristachya angustifolia Hitchc. (1913)
- Tristachya auronitens J.Duvign. (1958)
- Tristachya avenacea (J.Presl) Scribn. & Merr. (1901)
- Tristachya bequaertii De Wild. (1919)
- Tristachya betsileensis A.Camus (1957)
- Tristachya bicrinita (J.B.Phipps) Clayton (1967)
- Tristachya biseriata Stapf (1897)
- Tristachya contrerasii R.Guzmán (1982)
- Tristachya hubbardiana Conert (1957)
- Tristachya huillensis Rendle (1899)
- Tristachya humbertii A.Camus (1926)
- Tristachya laxa Scribn. & Merr. (1901)
- Tristachya leiostachya Nees (1829)
- Tristachya leucothrix Trin. ex Nees (1829)
- Tristachya lualabaensis (De Wild.) J.B.Phipps (1964)
- Tristachya nodiglumis K.Schum. (1897)
- Tristachya papilosa R.Guzmán (1982)
- Tristachya pedicellata Stent (1923)
- Tristachya rehmannii Hack. (1895)
- Tristachya superba (De Not.) Schweinf. & Asch. (1867)
- Tristachya thollonii Franch. (1895)
- Tristachya viridiaristata (J.B.Phipps) Clayton (1967)